# Johannes II Platinus
Johannes II Platinus  was exarch van Ravenna van 687 tot ca.702. 

## Context
Na de dood van paus Conon in 687 ontstond er een strijd tussen drie troonpretendenten, Theodorus, Paschalis en Sergius. Paschalis probeerde de exarch om te kopen met 100 pond goud. De bevolking van Rome kwam in opstand en eiste dat Sergius zou worden verkozen. Tegen betaling door het volk, ging Platinus akkoord.
Een nieuw conflict ontstond toen paus Sergius weigerde in te stemmen met de bepalingen van het Concilie van Trullo in 692, aangestuurd door de Byzantijnse keizer Justinianus II Rhinotmetos. Justinianus II stuurde zijn prōtospatharios (hooggeplaatste) Zacharias naar Rome om te paus af te zetten. Opnieuw kwam de bevolking in opstand, Platinus leverde geen bijstand aan zijn Byzantijnse collega, die genoodzaakt was rechtsom te keren.